# Јудео-грчки језик
Јудео-грчки језик (ISO 639-3: yej) такође познат као јевански, романиотски и јеванитика, грчки је дијалект који су кроз историју користили Романиоти и цариградски Караити (у том случају се језик назива караитика или карео-грчки). Романиоти су група грчких Јевреја чије је присуство на Леванту документовано још од византијског периода. Његово лингвистичко порекло састоји се од јеврејске верзије грчког коинеа којим су говорили првенствено хеленистички Јевреји широм региона, а укључује хебрејске и арамејске елементе. Тај језик био је обострано разумљив са грчким дијалектима хришћанског становништва. Романиоти су користили хебрејско писмо за писање грчких и јеванских текстова. Јудео-грчки је у својој историји имао различите говорне варијанте у зависности од различитих епоха, географског и социокултурног порекла. Најстарији новогрчки текст пронађен је у каирској Генизи и заправо је јеврејски превод Књиге Проповедникове (Кохелет).

## Порекло имена
Израз јевански је вештачка творевина од библијске речи יון (Yāwān) која се односи на Грке и земље које су Грци насељавали. Термин је претерано проширење грчке речи Ιωνια (Јонија) са (тадашњих) најисточнијих Грка на све Грке. Реч за Грчку на савременом хебрејском је Јаван; такође, реч јеванит се користи за означавање модерног грчког језика на хебрејском.

## Географска распрострањеност
Мали број романиотских Јевреја у Сједињеним Државама, Израелу, Грчкој и Турској има извесно знање јудео-грчког језика. Језик је веома угрожен и могао би потпуно да изумре. Не постоје програми очувања за промовисање или оживљавање језика, али од априла 2022. Оксфордска школа за ретке јеврејске језике нуди почетни курс. Године 1987. у Израелу је остало 35 говорника, од којих се већина налазила у Јерусалиму. Ова популација се до сада сматра изумрлом.
Од 2019. године, неколико старијих Јевреја у Јањини у Грчкој још увек говори јеванским језиком.

## Историјски преглед
Грчка, Цариград, Мала Азија, јужна Италија, Балкан и источна Европа су првобитно имали јеврејску заједницу која је говорила грчки. Након доласка јеврејских избеглица на ове просторе са Пиринејског полуострва, из северне Италије и западне Европе, јеврејске заједнице грчког говорног подручја почеле су готово да нестају док су се асимиловале са придошлицама које нису чиниле већину у свакој области своје нове домовине.
Имиграција италијанских и шпанских говорника у Грчку крајем 15. века изменила је културу и народни језик грчких Јевреја. Многи староседеоци су прихватили јудео-шпански језик и обичаје, међутим неке заједнице у Епиру, Тесалији, Јонским острвима, Криту, Цариграду и Малој Азији задржале су стари, такозвани „романиотски минхаг” и јудео-грчки језик. До почетка 20. века, Јевреји који су живели у местима као што су Јањина, Арта, Превеза и Халкида и даље су говорили облик грчког који се мало разликовао од грчког којим су говорили њихови хришћански суседи. Ове разлике, семантички, не иду даље од фонетских, интонационих и лексичких појава. Разликује се од других јеврејских језика по томе што нема сазнања да се догодила било каква фрагментација језика.

## Тренутни статус
Асимилација романиотских заједница са Сефардима који говоре ладино, емиграција многих Романиота у Сједињене Државе и Израел и убиство многих Романиота током Холокауста били су главни разлози смањења броја говорника јудео-грчког. Преживели су били превише малобројни да би наставили окружење у којем је овај језик био доминантан и новије генерације преживелих су се преселиле на нове локације као што су Грчка, Израел и Сједињене Државе и сада говоре доминантне језике тих земаља; Стандардни модерни грчки, хебрејски и енглески.
Јевреји имају значајно место у историји модерног грчког језика. Они нису били под утицајем атицизма и користили су садашњи колоквијални народни језик који су затим транскрибовали хебрејским писмом. Романиоти су били Јевреји настањени у Источном римском царству много пре његове поделе од његовог западног пандана, и били су лингвистички асимилирани много пре него што су напустили Левант након Хадријановог прогласа против Јевреја и њихове религије. Као последица тога, служили су се грчким, језиком огромне већине становништва на почетку византијске ере и грчке елите након тога, све до пада Османског царства. Неке заједнице у северној Грчкој и на Криту задржале су своје специфичне романиотске праксе пошто су ове заједнице биле или географски одвојене од Сефарда или су имале различите синагоге, и зато што су се њихове литургије увелико разликовале. Крајем 19. века, романиотска заједница у Грчкој се трудила да очува романиотско литургијско наслеђе Јањине и Арте, штампајући различите богослужбене текстове у хебрејским штампаријама у Солуну.

## Књижевност
Постоји мали број књижевних дела на јеванском језику која датирају из раног дела савременог доба, а најобимнији документ је превод Петокњижја. Полиглотско издање Библије објављено у Константинопољу 1547. године има хебрејски текст на средини странице, са преводом на ладино (јудео-шпански) на једној страни и превод на јевански на другој. У свом контексту, ово изузетно неговање народног језика има свој аналог у избору хеленистичког грчког од стране преводилаца Септуагинте и Новог завета.